# Píšťany
Píšťany jsou obec v okrese Litoměřice v Ústeckém kraji, mezi tokem řeky Labe a Žernoseckým jezerem. Žije v nich 218 obyvatel.

## Historie
První písemná zmínka pochází z roku 1057.

## Přírodní poměry
Vesnice stojí na severním okraji Dolnooharské tabule, na pravém břehu Labe. Severozápadně od ní se nachází Žernosecké jezero a břeh Labe s malý ostrovem je chráněn jako přírodní rezervace Píšťanský luh.

## Obyvatelstvo
| Rok            | 1869 | 1880 | 1890 | 1900 | 1910 | 1921 | 1930 | 1950 | 1961 | 1970 | 1980 | 1991 | 2001 | 2011 | 2021 |
| -------------- | ---- | ---- | ---- | ---- | ---- | ---- | ---- | ---- | ---- | ---- | ---- | ---- | ---- | ---- | ---- |
| Počet obyvatel | 193  | 210  | 188  | 198  | 203  | 204  | 446  | 256  | 292  | 269  | 215  | 133  | 177  | 225  | 207  |
| Počet domů     | 32   | 37   | 38   | 38   | 40   | 43   | 74   | 77   | 69   | 69   | 68   | 66   | 72   | 77   | 84   |